# Joaquín Rocha
Joaquín Rocha Herrera (ur. 16 sierpnia 1944 w Meksyku) – meksykański bokser, medalista olimpijski z 1968.

## Kariera bokserska
Zdobył brązowy medal w wadze ciężkiej (ponad 81 kg) na igrzyskach olimpijskich w 1968 w Meksyku. Po wygraniu dwóch walk przegrał w półfinale z  Jonasem Čepulisem z ZSRR.
Na igrzyskach Ameryki Środkowej i Karaibów w 1970 wywalczył srebrny medal; w finale pokonał go José Luis Cabrera z Kuby.
Kolejny srebrny medal zdobył na igrzyskach panamerykańskich w 1971 w Cali, gdzie został pokonany w finale przez Duane’a Bobicka ze Stanów Zjednoczonych.
Zakończył karierę amatorską po tym, jak nie został wybrany do reprezentacji Meksyku na igrzyska olimpijskie w 1972 w Monachium. Nie został bokserem zawodowym.